# 台湾日本関係協会
台湾日本関係協会（たいわんにほんかんけいきょうかい、Taiwan-Japan Relations Association）は、中華民国（台湾）の対日本窓口機関であり、台北駐日経済文化代表処の台北本部である。日本との間に国交がないため形式的には非政府機関であるが、実質的には中華民国外交部の所管。日本側のカウンターパートは公益財団法人日本台湾交流協会。

## 概要
1972年9月29日、日本が中華人民共和国と国交を結んだため、中華民国と日本の国交が断絶したことを受け（日華断交）、貿易、経済、技術、文化などの民間交流関係を維持するための実務機関・亜東関係協会として、同年12月2日、設立された。翌1973年、財団法人交流協会との間の取り決めに基づき、東京弁事処、大阪弁事処、大阪弁事処福岡分処を設置した。
2017年現在は、東京のほかに大阪に弁事処、横浜と福岡、札幌、那覇に分処を設置している。那覇分処の前身は「中琉文化経済協会」であった。亜東関係協会の在日（東京）事務所は、長らく「亜東関係協会東京弁事処」と称していたが、1992年5月20日から「台北駐日経済文化代表処」と改称した。その最高責任者である「駐日代表」は、実質的には「中華民国駐日大使」に相当する。
台湾の本部は、中華民国外交部と同一の所在地に存在し、外交部のホームページには「関係部署」として「台湾日本関係協会」が紹介されている。台湾日本関係協会独自のホームページは外交部のサイトの中にある。
2017年5月17日に名称を亜東関係協会から台湾日本関係協会に変更した。

## 主な日台協議
日台間の諸問題を協議するため、交流協会との間で「貿易経済会議」を毎年定例的に開催している。会議には、両国の関係官庁の担当者が出席しており、たとえば、2007年の第32回貿易経済会議では、台湾側から経済部国際貿易局局長を筆頭に35名、日本側からは経済産業省の副局長級の交渉官ら55名の役人が出席した。
このほかに重要な両国間折衝としては、「日台漁業交渉」や「日台航空交渉」がある。いずれも民間代表機関の交渉という形をとっているが、実際は関係官庁の担当者が協議している。
日台漁業交渉は1996年に開始し、2005年7月の第15回協議以降は中断していたが、2009年2月に再開し、尖閣諸島周辺での漁業トラブルに対応する緊急連絡窓口を沖縄・那覇に設置することで合意した。
日台航空交渉では、2009年2月の協議で、台北松山空港・東京羽田空港間の航空路線の2010年開設で合意している。
2010年4月、交流協会との間で「日台双方の交流と協力の強化に関する覚書」を締結し、15項目のテーマで協力関係強化に合意した。
2015年11月には、通常の国家間の租税条約にあたる「日台民間租税取決め」を締結している。

## 歴代会長
- 張研田（初代、1973年）
  - 当初の常務監事は辜振甫。
- 馬樹礼［zh］（1990年7月－1991年9月）
  - 元駐日代表（初代）。
- 馬紀壮［zh］（1991年9月－）
  - 元国防部副部長、総統府秘書長、駐日代表。
- 林金莖（1996年－2001年）
  - 日華断交時の在日大使館政務参事官。元駐日代表。
- 荘銘耀［zh］（2001年8月9日-2002年1月6日）
  - 元国家安全会議秘書長、駐日代表。
- 許水徳［zh］（2002年9月2日－2004年）
  - 元高雄市長、台北市長、内政部長、国民党秘書長、駐日代表。
- 羅福全［zh］（2004年－2007年9月）
  - 元国連大学高等研究所副所長、駐日代表。
- 陳鴻基［zh］（2007年9月－2009年2月）
  - 元立法委員（国民党）、台湾団結連盟副秘書長、駐日副代表。
- 彭栄次（2009年2月5日－2012年2月10日）
  - 台湾輸送機械有限公司董事長。李登輝元総統の代理人的存在とされる。
- 廖了以（2012年2月10日－2013年5月24日）
  - 元豊原市長、台中県長、内政部長、総統府秘書長、国民党秘書長。
- 李嘉進（2013年5月24日[10]－2016年5月27日）
  - 元立法委員（国民党）、中国国民党立法院党団書記長、国家安全会議諮問委員。
- 邱義仁（2016年5月27日[11]－2022年5月27日）
  - 元行政院副院長、行政院秘書長、総統府秘書長、国家安全会議秘書長、民主進歩党秘書長。
- 蘇嘉全 (2022年5月27日 - ) 
  - 元総統府秘書長、立法院長、内政部長